# Джерело Діви Марії

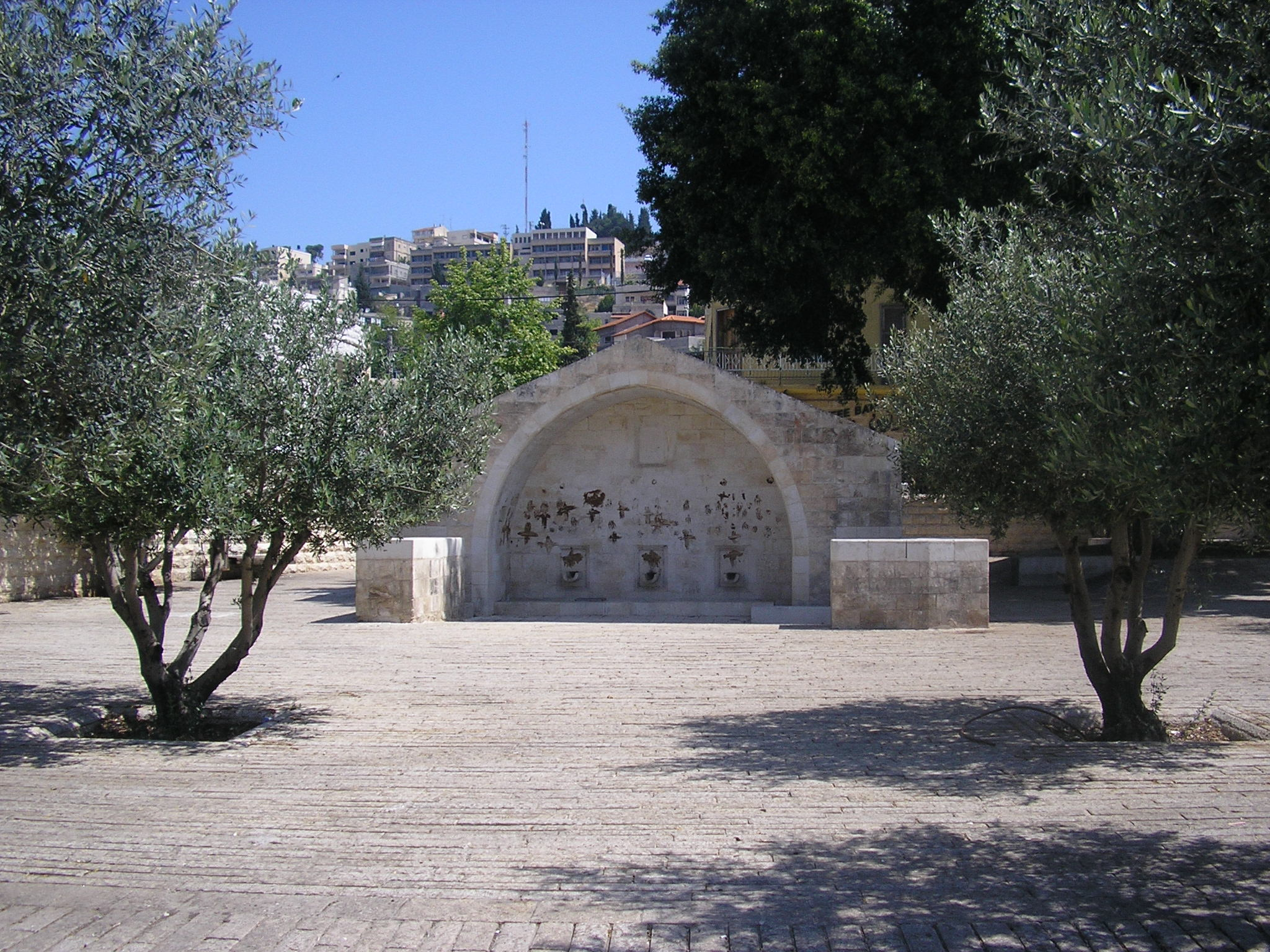
Джерело Діви Марії в Назареті

Джерело або Колодязь Діви Марії (араб. عين العذراء, ʿAin il- ʿadhrāʾ) — стародавня криниця, яка за християнською міфологією, розташована на місці, де архангел Гавриїл явився Діві Марії і сповістив, що вона народить Сина Божого — подія, знана як «Благовіщення».
Розташований трохи нижче грецької православної церкви Благовіщення в сучасному Назареті, колодязь збудований над підземним джерелом, яке служило протягом століть місцевим джерелом води для арабських селян. Відремонтований двічі (перший раз у 1967 році і другий в 2000 році), нинішня споруда є символічним представленням споруди, яка колись там стояла.

## У релігійних текстах

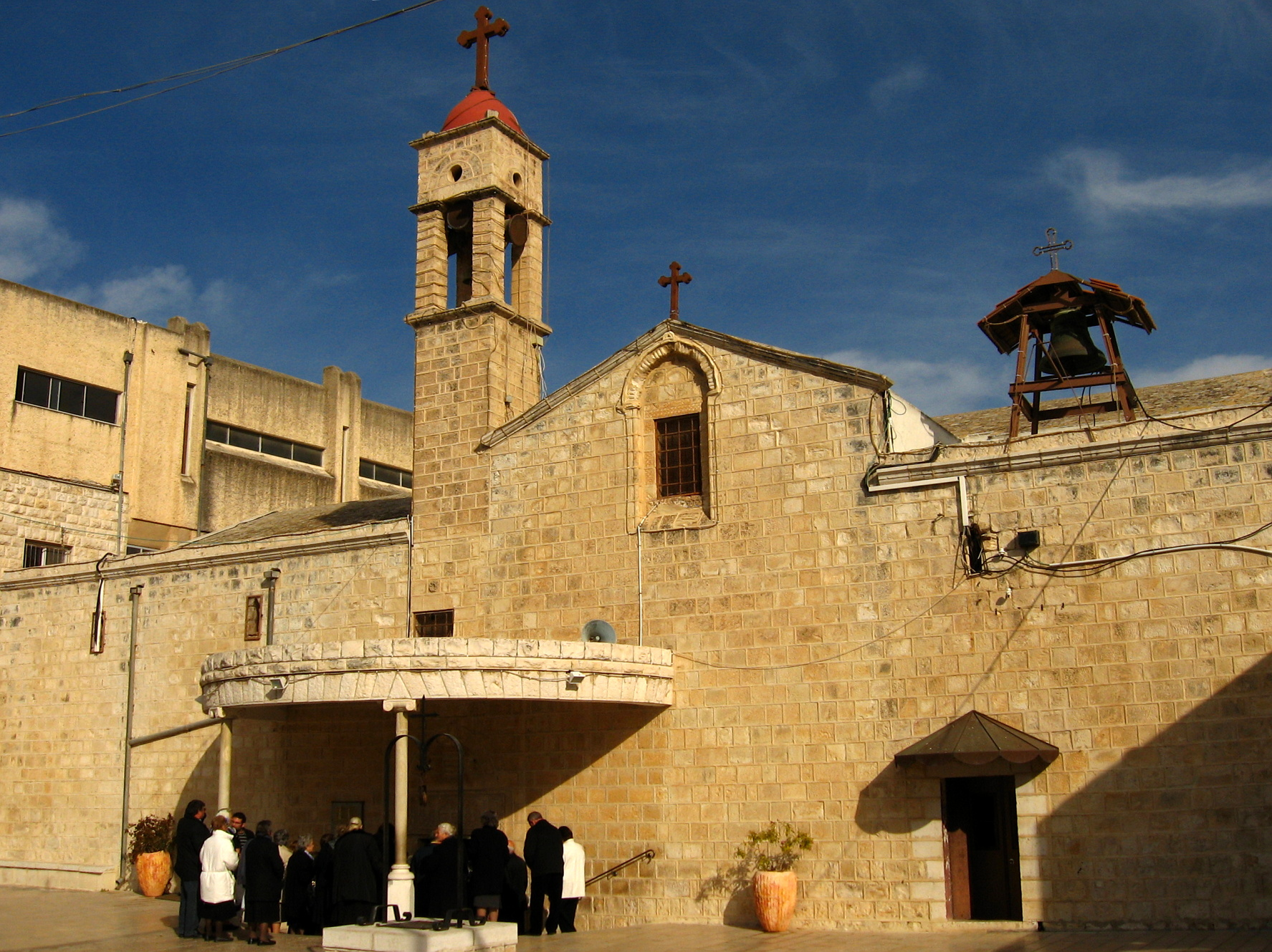
Православна церква Благовіщення.

Найбільш ранній письмовий запис, що додає правдоподібність криниці чи джерела як місцю Благовіщення, походить від Протоєвангелія Якова, неканонічного Євангелія, датованого II століттям. 
Автор пише:
І вона взяла глечик і пішла вперед, щоб набрати води, і ось голос сказав: 
| «Радуйся, Маріє, благодаті повна, благословенна ти серед жінок». |
Однак, Євангеліє від Луки в своїй оповіді про Благовіщення не згадує набір води. Так само і Коран згадує дух у формі людини, який відвідує непорочну Марію, щоб повідомити їй, що Господь дарував їй народити сина, без вказівки на набір води; однак у Корані згадується джерело, що почало бити з-під землі біля її ніг, коли вона народжувала Ісуса у Сурі 19:16–25.

## Історичні свідчення

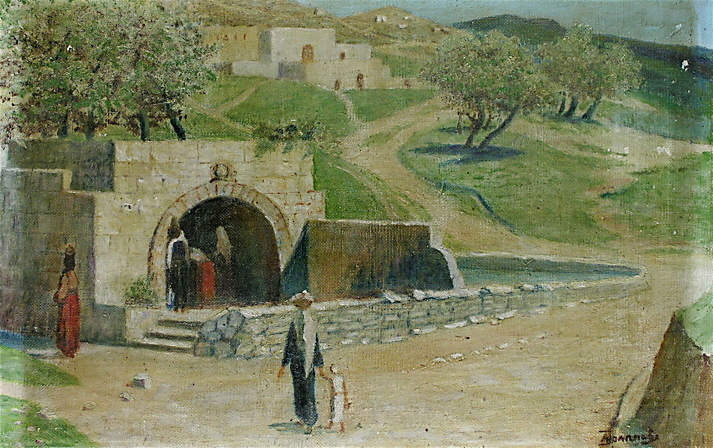
Картина, на якій зображено уявлення про вигляд колодязя в I столітті нашої ери (Полєнов Василь Дмитрович).

Підземне джерело в Назареті традиційно слугувало головним міським джерелом води протягом декількох століть, можливо тисячоліть; однак, його не завжди називали «колодязь Марії» чи «джерело Марії». У своїй книзі «Біблія як історія» Вернер Келлер пише, що «колодязь Марії» або «Айн Марьям», як називали його місцеві жителі, має таку назву з «незапам'ятних часів» і що він є єдиним джерелом водопостачання в районі. Вільям Рей Вілсон також описує «колодязь Діви Марії, який забезпечував жителів Назарета водою» у своїй книзі «Подорожі в Єгипет і Святу Землю» (1824).

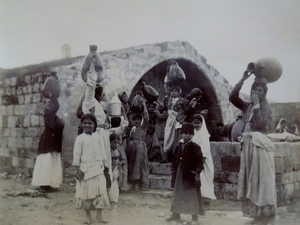
Фонтан Богородиці, Назарет, 1891

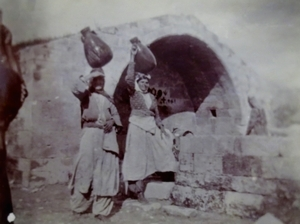
Жінки біля фонтану Діви, Назарет, 1891

Джеймс Фін, тоді британський Консул в Єрусалимі, відвідав Назарет в кінці червня 1853 і його супутники розбили свої намети біля фонтану, — єдиного там фонтану. Він пише, що «води у цьому джерелі було дуже мало в цьому літньому сезоні, і місцеві стривожені жителі ледве там щось набирали. Всю ніч безперервно жінки були там зі своїми посудинами, бурмотіли, сміялись або сварились на суперниць за місце в черзі. Прийшов дивний плин думок, викликаний підслуховуванням жіночок, що використовували ім'я Міріам (Марії) для жартів і сміху біля фонтану у Назареті»

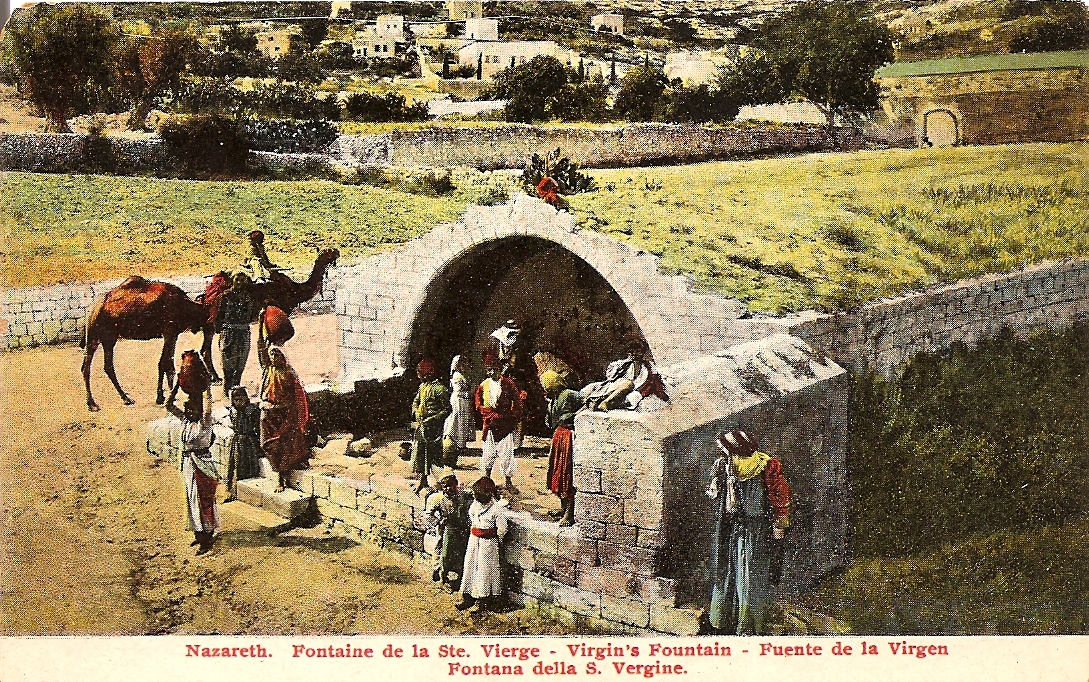
Стара листівка з фото джерела Марії.

Хоча нинішня споруда, яка називається «Колодязь Марії», є нефункціональною реконструкцією, урочисто відкритою в рамках святкування 2000 року в Назареті, традиційний колодязь Марії був місцевим джерелом води з надземною кам'яницею. Протягом століть жителі збиралися тут, щоб наповнити водою глечики (до 1966) чи щоб відпочити, обмінятися новинами. На іншу ділянку не надто далеко, яка використовувала те саме джерело води, пастухи та інші власники одомашнених тварин приводили свої стада на водопій.

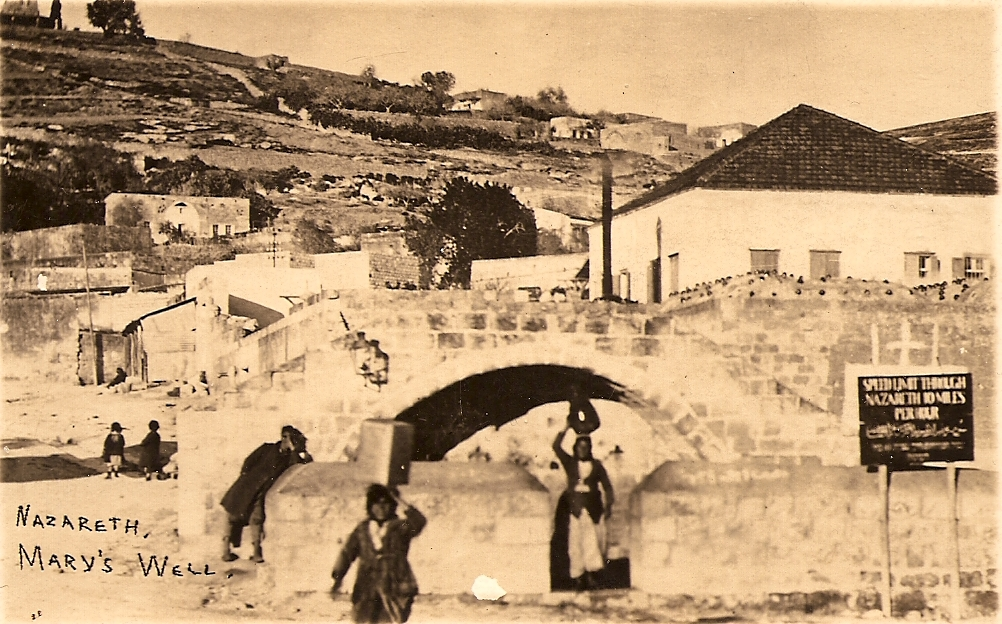
Листівка з фото джерела Марії. Карімех Аббуд, бл. 1925.

Грецька православна церква Благовіщення, розташована трохи вище вгору по пагорбу від поточного місця Колодязя Марії — це візантійська церква, побудована над джерелом в III столітті, заснована на переконанні, що Благовіщення відбулося над цим джерелом. Католицька церква вважає, що Благовіщення мало місце менш ніж у 0,5 км від базиліки Благовіщення, сучасної будівлі, в якій всередині знаходиться стара церква, що датується IV століттям.

## Останні археологічні відкриття
Розкопки, проведені Ізраїльським органом старожитностей у 1997–98 роках на кошти муніципалітету Назарету і Державної туристичної корпорації Ізраїлю, виявили ряд підземних систем водопостачання і припустили, що ділянка, сьогодні знана як колодязь Марії, була головним джерелом водопостачання Назарету з візантійських часів. Незважаючи на те, що були знайдені черепки римської епохи, доповідь експедиції стверджувала про відсутність достовірних доказів використання об'єкту в давньоримські часи.

### Купальні
В кінці 1990-х років жителі Назарету, сімейна пара, Еліас і Мартіна Шама, намагались виявити джерело витоку води в їх сувенірному магазині «Кактус», розташованому перед колодязем Марії. Розібравши стіну, вони виявили підземні ходи, які, при подальшому копанні, привели до великого підземного комплексу. Північноамериканська дослідна група провела дослідження з використанням георадару значної роздільної здатності в кількох місцях в та навколо джерела Марії у 2004–5 роках для визначення підходящих місць для подальших розкопок під купальнями. Первинні дані від георадару підтверджують існування під купальнями додаткових підземних споруд. Також були зібрані зразки для радіо-радіовуглецевого датування.
У 2003 році археолог Річард Фройнд заявив про своє переконання, що об'єкт має явно візантійське походження: «я впевнений, що у нас тут купальні, — говорить він, — і наслідки цього для археології, і для нашого знання про колодязь, величезні.»
Радіовуглецеве датування на вуглець-14 було зроблено на 3 зразках деревного вугілля з об'єкту, і було виявлено, що кожен походить з дуже різних періодів. Це вказує на те, що купальні використовувались кілька періодів, і, принаймні, були у користуванні десь між 1300–1400 рр.н. е.